# Арті (цариця)
Арті — дружина нубійського царя, що належить до 25-ї династії Єгипту.
Арті була дочкою короля Піанхі і була дружиною Шабатаки. Вона відома з Каїрської статуї 49157 з Карнака. Її ім'я згадується на підставі статуї Гаремахета.
Її поховали в некрополі в Ель-Курру, в гробниці Ku.6.
| r · Z1 | V13 | i | i | B1 |

| r · Z1 | V13 | i | i | B1 |